# Philippe Tournier
Philippe Tournier est un syndicaliste français né au Mans le 9 mars 1956. Historien de formation, il est secrétaire général du SNPDEN de 2009 à 2015. Syndicaliste français réformiste, proviseur du lycée Victor-Duruy de 2012 à 2023, il est partisan de l'autonomie des établissements scolaires.

## Biographie

### Jeunesse et formation
Philippe Tournier est né au Mans le 9 mars 1956 de Madeleine Tournier, institutrice puis directrice d’école, et de Jean-Paul Tournier, directeur régional de France Telecom, décédé en 2004.
Après avoir vécu à Écommoy, ses parents s'installent dans la région parisienne, à Chevilly-Larue (Val-de-Marne) en 1964, où il est scolarisé à l’école Paul-Bert puis au collège Jean-Moulin qui vient d'ouvrir (1967).
En 1971, il rejoint le lycée Marie-Curie à Sceaux pour préparer un baccalauréat littéraire option histoire des arts. Il fait partie de la première génération de garçons dans ce lycée de jeunes filles et participe aux premiers mouvements lycéens contre la loi Debré (1973).
Il abandonne l'hypokhâgne du lycée Lakanal pour Sciences Po. Ipessien, il est reçu au CAPES puis à l’agrégation en 1982. En 1989, il soutient une thèse d'histoire urbaine, « Histoire de la formation de la proche banlieue parisienne : l'exemple d'Issy-les-Moulineaux » à l'EHESS sous la direction de Louis Bergeron et Marcel Roncayolo.

### Vie privée
Philippe Tournier est marié depuis le 21 août 2017 à Christian Dubois, médecin à Lille

## Parcours professionnel et syndical

### Carrière
Titulaire remplaçant dans l'académie de Créteil, nommé au lycée Pasteur de Somain en 1983 puis au lycée Robespierre d'Arras en 1987, Philippe Tournier est « censeur des études » puis proviseur-adjoint au lycée Woillez de Montreuil-sur-Mer en 1988. Principal du collège Victor-Hugo de Harnes en 1992, il assure la coordination de la ZEP. Proviseur de la cité scolaire des Flandres à Hazebrouck (1995), il préside également le Greta Flandres-Lys. Proviseur du lycée Guy-Mollet (Arras) en 1999, du lycée Marcelin-Berthelot à Saint-Maur-des-Fossés (2006), il est depuis 2012 le proviseur de la cité scolaire Victor-Duruy à Paris.

### Parcours syndical
Adhérent du SNES durant son professorat, il rejoint le SNPDES dès son intégration comme personnel de direction et est élu à la CA régionale, au sein de laquelle il suit les travaux préparant la fusion entre le SNPDES et le SNPDLP. En 1992, il participe au congrès fondateur du SNPDEN à Clermont-Ferrand, est élu secrétaire départemental pour le Pas-de-Calais et membre du CSN (conseil syndical national), dont il est membre de manière ininterrompu depuis cette date. En 1993, le SNPDEN est déchiré par les conséquences de l’éclatement de la FEN. Au faîte de la crise (1993), il participe à la liste pro-FEN conduite par Rémi Bousquet mais qui est battue par celle conduit par Marcel Peytavi.
Il plaide alors parmi les pro-FEN pour ne pas aller plus loin dans la confrontation et éviter un éclatement du tout nouveau syndicat. Le congrès de Poitiers (1994) marque l'établissement d'un modus-vivendi qui le conduit à participer aux travaux de la commission étudiant la possibilité d’une double affiliation FEN-FSU.
En 1995, il devient secrétaire académique adjoint de Michel Hory puis secrétaire académique de Lille en 1996, fonction qu'il conservera jusqu'en 2001. En 1998, il met en place une des premières communications électroniques syndicales, « Lille-Net ».
En 2000, Jean-Jacques Romero lui demande de rejoindre le bureau national pour devenir secrétaire national à l’éducation, poste qu’il occupera jusqu’en 2002. Philippe Guittet lui ayant été préféré par le bureau national, il devient secrétaire général adjoint au congrès de Nantes 2002 puis reconduit au congrès de Toulon 2004 et de Dijon en 2006. Il joue un rôle actif dans l'organisation de la manifestation du 26 novembre 2006 qui a regroupé 5000 personnels de direction contre le refus du dialogue social.
Il représente le SNPDEN au CSE, dont il est membre de 2000 à 2018, au CNESER quand un siège est attribué aux personnels de direction en 2009, participe aux travaux du Haut conseil de l’évaluation de l’école (2002-2005), du Conseil national de l’Information statistique, section « services aux publics » (2007-2012).
Au congrès de Biarritz en 2009, il devient sans surprise secrétaire général du SNPDEN et est reconduit au congrès de Lille en 2012 puis d'Avignon en 2015. Philippe Vincent lui succède au congrès de Colmar en 2018.

#### Action syndicale
L’action de Philippe Tournier à la tête du SNPDEN est d'orientation réformiste. Les élections professionnelles de 2015 où le SNPDEN a obtenu 67 % avec un taux de participation de 84 % ont conforté cette stratégie.
Dans le fonctionnement interne du syndicat, il prône une culture du consensus ne contestant pas la primauté du pouvoir politique et centrant l’action syndicale sur la défense des intérêts des personnels, notamment en cherchant à orienter les décisions dans le sens le plus favorable possible à la réalisation des mandats syndicaux.
Cette stratégie, particulièrement marquée sous ses mandats, accompagne une volonté d'une plus grande autonomie des EPLE (lycée en 2011, collège en 2016, bac et lycée en 2017) à laquelle Philippe Tournier est attaché. Il soutient une modernisation de la gouvernance du système sans se ranger parmi les partisans du New public management sur l'efficacité duquel il a souvent exprimé son scepticisme.
Cette action s'est accompagnée d'une activité intense auprès des médias. Amorcée à l’occasion de la loi de 2004 où le SNPDEN était la seule organisation syndicale à en soutenir le principe, la couverture médiatique a pris de l'ampleur sous ses mandats : en neuf ans, Philippe Tournier est ainsi intervenu plus de 600 fois sur les médias nationaux, essentiellement radios et télévisions, particulièrement sur les chaînes d’info en continu à partir de 2012.
En regard de cette stratégie réformiste Tournier prône le maintien de moments de confrontations (manifestation nationale en 2006, devant les rectorats au printemps 2011 et le 21 septembre 2016) marqués par de fort taux de mobilisation, portant surtout sur les questions du métier et des rémunérations. Cette mobilisation permet la réalisation de l'objectif de la hors échelle B.
Une réforme des statuts transforme le SNPDEN en une organisation d'inspiration fédérale sous son mandat en 2015. En même temps, la mise en place du principe de la « proportionnalité contraignante » permet d'atteindre les objectifs sur la place des femmes au sein des instances du SNPDEN dans une période de forte féminisation des personnels de direction.

### Distinctions
- Chevalier de la Légion d'honneur (promotion du 1er janvier 2019)
- Commandeur de l'ordre des Palmes académiques (promotion du 14 juillet 2012)

## Travaux et publications
(mai 2019).

### Travaux d'historien
- « Les voies privées à Issy-les-Moulineaux » in « Compositions urbaines », Les Annales de la Recherche urbaine, no 32, Paris, 1986
- « Histoire du Lycée de Montreuil-sur-Mer », Imprimerie du Moulin, 1992, 271 pages, en collaboration avec J.M.Monnet
- « Éloge de la déstabilisation » in « Etablissements déstabilisés », Education et Devenir, no 47, 1999

Cours d’histoire contemporaine, CNED, Lille, 1998-1999
- « Le Japon : une situation géopolitique spécifique et ses conséquences sur la stratégie de R&D », IHEST, Paris, 2008 en collaboration avec F. Besacier, M. Calame, J. Demotes et H. Ribieras

### Publications syndicales et professionnelles
87 éditoriaux de Direction des numéros 170 à 257
- « Diriger un établissement public local d'enseignement" in les Cahiers de la fonction publique, no 370, octobre 2016
- « Le chef d’établissement du IIIe millénaire » in Les Cahiers de l’Education, no 113, mars 2012
- « Le prisme de notre espérance pacifique » in Les Cahiers de l’Education, no 90, décembre 2009
- « L’évolution des fonctions d’encadrement » In Administration et éducation no 119, 3-2008
- « Le centre et la périphérie », Actes du colloque « Autonomie, territoires, service public », 2007
- « Les ‘sollicitations’ : un nouveau paradigme ? » in Les Cahiers de l’Education, no 66, Juin 2007
- « Diriger un établissement : un métier ? » in Les cahiers du management public, no 13, Juillet 2006
- « Les difficultés du métier » in Education & Management ; no 25, Août 2003
- « Les attentes vis-à-vis de la formation des maîtres » in Les Cahiers de l’Education, no 26, Janvier-Février 2003
- « Décentralisation et déconcentration » in Direction, no 102, Octobre 2002 (cet article a été repris dans le dossier de l’épreuve de rédaction de notes du concours interne de AASU en janvier 2003)
- « Dix sur vingt » in Les Cahiers de l’Education, no 18, Septembre-Octobre 2001
- « Collégialité et territoires » Actes du colloque « l’inspecteur du XXIe siècle », IUFM de Douai, 1999